# Liste der Kellergassen in Obritzberg-Rust
Die Liste der Kellergassen in Obritzberg-Rust führt die Kellergassen in der niederösterreichischen Gemeinde Obritzberg-Rust an.
| Foto |                 | Kellergasse                        | Standort                        | Beschreibung |
| ---- | --------------- | ---------------------------------- | ------------------------------- | --- |
| ja   | Datei hochladen | Greilinger Kellern                 | KG: Diendorf, Großrust Standort | In der Ebene zwischen Diendorf und Großrust befindet sich eine 50 Meter lange einseitige Kellergasse nahe der Grenze der beiden Katastralgemeinden. Südöstlich davon liegen drei einzelne Keller (Diendorfer Kellern). |
| ja   | Datei hochladen | Flinsdorfer Kellern                | KG: Flinsdorf Standort          | Nordwestlich der Ortschaft Flinsdorf befinden sich einige Keller in der Ebene. |
| ja   | Datei hochladen | Fugginger Kellergasse              | KG: Fugging Standort            | Die etwa 400 Meter lange einseitige Einzelkellergasse liegt an einer Geländekante westlich außerhalb des Dorfs. Sie besteht aus 17 Gebäuden, mehrheitlich traufständige Keller. |
| ja   | Datei hochladen | Kleinruster Kellern, Weingartenweg | KG: Fugging, Kleinrust Standort | Zu den Kleinruster Kellern zählen die beidseitige Kellergasse Weingartenweg in einem Graben nördlich knapp außerhalb von Kleinrust (sie besteht aus elf mehrheitlich traufständigen Kellern auf 150 Metern Länge), ein Keller an einer Geländekante an der östlichen Ortsausfahrt, sowie einige Keller am Gartenweg im nördlichen Hintaus. |
| BW   | Datei hochladen | Großruster Kellergasse             | KG: Großrust Standort           | Die beidseitige Einzelkellergasse liegt in einem Graben am westlichen Ortsrand. Sie besteht aus acht traufständigen Kellern auf 400 Metern Länge, mehrheitlich erneuerungsbedürftig. |
| ja   | Datei hochladen | Grünzer Keller                     | KG: Grünz Standort              | Die beidseitige Einzelkellergasse liegt in einem Graben westlich außerhalb des Dorfs. die westlichsten Keller liegen bereits auf dem Gebiet der Nachbargemeinde Wölbling. Die Kellergasse besteht aus neun Gebäuden auf 200 Metern Länge.                                                                                                  |
| ja   | Datei hochladen | Großkellern                        | KG: Hain Standort               | Die beidseitige Einzelkellergasse liegt in einer Mulde südöstlich außerhalb von Kleinhain. Sie besteht aus zwölf Kellern, teils traufständig, teils in Schildmauerform, auf 100 Metern Länge. Viele der Keller sind erneuerungsbedürftig. 100 bis 200 Meter nördlich davon befinden sich zwei einzelne Keller in der Ebene.                |
| ja   | Datei hochladen | Kleinkellern                       | KG: Hain Standort               | Die beidseitige Einzelkellergasse liegt in einem Graben östlich außerhalb von Großhain. Sie besteht aus sieben traufständigen Kellern auf 70 Metern Länge. |
| ja   | Datei hochladen | Pfaffinger Kellern                 | KG: Pfaffing Standort           | Die einseitige Einzelkellergasse liegt an einer Geländekante in einer Senke östlich knapp außerhalb des Dorfs. |
| ja   | Datei hochladen | Untermerkinger Kellern             | KG: Untermerking Standort       | Die beidseitige Einzelkellergasse liegt in der Ebene am östlichen Ortsrand. Sie bestand aus sechs Kellern auf 50 Metern Länge. |
| ja   | Datei hochladen | Zagginger Kellergasse              | KG: Zagging Standort            | Die einseitige Einzelkellergasse liegt in der Ebene östlich außerhalb des Dorfs. Sie besteht aus 14 traufständigen Kellern auf 350 Metern Länge. Zwei weitere Keller befinden sich 200 Meter weiter südwestlich (früher auf einem durchgehenden Römerweg gelegen, der durch die Kommassierung 1969 wegkam).                                |

| Foto:                    | Fotografie der Kellergasse (Gesamtheit). Klicken des Fotos erzeugt eine vergrößerte Ansicht. Daneben finden sich zwei Symbole: \| Weitere Bilder vorhanden \| Das Symbol bedeutet, dass weitere Fotos des Objekts verfügbar sind. Durch Klicken des Symbols werden sie angezeigt. \| \| Eigenes Foto hochladen \| Durch Klicken des Symbols können weitere Fotos des Objekts in das Medienarchiv Wikimedia Commons hochgeladen werden. \| |
| Name:                    | Bezeichnung der Kellergasse |
| Standort:                | Es ist die Katastralgemeinde (KG) angegeben. Durch Aufruf des Links Standort wird die Lage der Kellergasse in verschiedenen Kartenprojekten angezeigt. |
| Beschreibung             | Kurze Beschreibung der Kellergasse |
| Weitere Bilder vorhanden | Das Symbol bedeutet, dass weitere Fotos des Objekts verfügbar sind. Durch Klicken des Symbols werden sie angezeigt. |
| Eigenes Foto hochladen   | Durch Klicken des Symbols können weitere Fotos des Objekts in das Medienarchiv Wikimedia Commons hochgeladen werden. |